# Shunsuke Andō
Shunsuke Andō (jap. 安藤 駿介 Andō Shunsuke; ur. 10 sierpnia 1990) – japoński piłkarz. Obecnie występuje w Kawasaki Frontale.

## Kariera klubowa
Od 2009 roku występował w klubach Kawasaki Frontale i Shonan Bellmare.

## Kariera reprezentacyjna
Został powołany do kadry na Igrzyska Olimpijskie w 2012 roku.